# Roderick Miller
Roderick Alonso Miller Molina (sinh ngày 3 tháng 4 năm 1992) là một cầu thủ bóng đá người Panama thi đấu ở vị trí hậu vệ trái cho Atlético Nacional.

## Sự nghiệp câu lạc bộ
Năm 2014, Miller thi đấu ở bóng đá México cùng với Mérida.

## Sự nghiệp quốc tế
Miller là một phần của U-20 Panama thi đấu tại Giải vô địch bóng đá U-20 thế giới 2011 ở Colombia.
Anh có màn ra mắt cho Panama vào tháng 10 năm 2011 trong trận đấu tại Vòng loại giải vô địch bóng đá thế giới trước Dominica và tính đến 10 tháng 6 năm 2015, có tổng cộng 10 lần ra sân, không ghi được bàn nào bao gồm 1 trận đấu không chính thức năm 2012 trước Guyana. Anh đại diện quốc gia tại Cúp Vàng CONCACAF 2013.